# Борознистий довгоносик
Борознистий довгоносик — жук із роду Otiorhynchus родини Довгоносиків. Шкідник садових та декоративних кімнатних рослин, первісно поширений у Європі та занесений до Північної Америки. Шкоду завдають як дорослі жуки, та і їхні личинки. Жук темно-коричневого кольору, з чорнуватими та жовтуватими вкрапленнями. Довжина тіла, в середньому, 8-10 мм. Розмножується без участі самців. Одна самка може відкласти за сезон до двох тисяч яєць. Самки борознистого довгоносика відкладають яйця з середини липня до середини вересня. Личинки жука годуються корінням, сильно пошкоджуючи або навіть знищуючи його, завдаючи при цьому значну шкоду рослинам. Зимують у ґрунті — біля коренів. Навесні личинки заляльковуються, пізніше, наприкінці травня, перетворюються на жуків. Харчуються дорослі жуки вночі, вдень ховаються під рослину. Пошкоджують листя, бруньки, пелюстки квіток, стебла садових та кімнатних рослин.